# Référentiel galiléen tangent
 (juillet 2010).
 (avril 2024).
Si vous disposez d'ouvrages ou d'articles de référence ou si vous connaissez des sites web de qualité traitant du thème abordé ici, merci de compléter l'article en donnant les références utiles à sa vérifiabilité et en les liant à la section « Notes et références ».
En mécanique newtonienne, la loi du principe d'inertie fait jouer le même rôle à toute la classe des référentiels galiléens, de vitesses relatives uniformes.
Dès l'époque de Torricelli, l'idée d'utiliser le référentiel galiléen tangent devient courante. Ce référentiel est celui qui a la vitesse {\displaystyle {\vec {V}}(to)} du mobile à l'instant to. Il permet des raisonnements plus concis.
En relativité (restreinte) aussi, il est utilisé.

## Conséquences
De ce fait, tout mouvement d'un mobile sous l'action d'une force {\displaystyle {\vec {F}}} est perçu localement comme la somme vectorielle de deux mouvements : un mouvement uniforme (Po, PoQ = Vo.t1) et un mouvement de « chute » PoR = ½ F(to,Po)/m .t12, ceci pour un temps infinitésimal t1 : PoQ +PoR ==PoP : le point P « retombe » sur sa trajectoire. On recommence alors à partir du point P. Cette méthode appliquée à des temps finis (dite méthode approchée d'Euler) est évidemment fausse, mais d'autant plus précise que le pas de temps t1 est « petit » [ Il faudra attendre Picard au XVIIIe siècle, pour que cette méthode soit justifiée ; Leibniz se trompait en oubliant le coefficient ½ et Bernoulli l'a corrigé].
Ainsi, à tout mouvement {\displaystyle ({\vec {OP}},{\vec {V}})} correspond un semi-groupe G(t) qui associe à un point initial de l'espace des phases {\displaystyle ({\vec {OP_{0}}},{\vec {V_{0}}})} le point {\displaystyle ({\vec {OP}},{\vec {V}})} , tel que G(t+t') = G(t)o G(t').
Ce type de raisonnement appliqué systématiquement par Huygens, Newton et bien d'autres conduira à la formulation des Principia en 1687, avec la figure du « funiculaire à rochets », si revendiquée par Hooke (à tort, car ce type de figure existe bien avant lui, la méthode d'Euler ayant été « anticipée » dès 1540, au moins).
Une application classique : le cas de la chute libre : alors le mouvement est {\displaystyle {\vec {P_{0}P}}={\vec {V_{0}}}t+{\frac {1}{2}}{\vec {g}}t{2}}, même pour t grand (il en résulte que la trajectoire est une parabole). En effet, puisque le mouvement dans le référentiel galiléen tangent est Vo.t + g. f(t), la tangente est V(t) = Vo + g.f'(t) ; donc f'(t1+t2) = f'(t1) +f'(t2) ; donc f'(t) est linéaire. Ce raisonnement est déjà compris de Torricelli.
Ce principe de Galilée n'est point abandonné par Einstein en théorie de la relativité restreinte : soumis à une accélération constante dans le référentiel galiléen tangent, une particule avance bien de ½ g .t2 et prend bien la vitesse g .t . MAIS ATTENTION, le temps est celui du référentiel galiléen tangent, et il faut appliquer soigneusement l'addition des vitesses : au bout des calculs, on retrouve bien le résultat usuel d'Einstein [ v / sqrt(1-v2/c2) = g.t ]

## Mouvement de la fusée
Si une fusée a une masse m(t) et que la masse éjectée par seconde (D(t) = -dm/dt) a la vitesse Ve d'éjection par rapport à la fusée, le mouvement est donné par l'équation :
| {\displaystyle m{\frac {d{\vec {V}}}{dt}}={\vec {R}}-D{\vec {V_{e}}}} |

R représente la résultante des forces extérieures, et -D.Ve, la force de poussée.
- (Si R=0, on pourra vérifier que le système {fusée + gaz} a son centre de masse à l'origine (pour tout Ve d'ailleurs !)).

On peut bien sûr comme à l'accoutumée raisonner dans le référentiel de la base de lancement. Mais utiliser le référentiel galiléen tangent permet un raisonnement plus efficace :
{\displaystyle m{d{\vec {V}}}+(-dm){\vec {Ve}}={\vec {R}}dt} .
En relativité restreinte, les formules de Frenet se généralisent avec la notion de masse longitudinale et de masse transverse, soit en faisant un calcul assez lourd, soit en prenant le référentiel galiléen tangent.
Attention : citons l'exercice suivant car il est « piégeux » :
Une balle est tirée d'un canon à la vitesse Vo. Le canon peut être installé sur un chariot roulant sur un sol horizontal à la vitesse V1 = Vo.
Dans quelle direction pointer le canon pour obtenir la portée horizontale maximale ?
Spontanément, après avoir appris cette notion de référentiel galiléen (tangent ou pas), beaucoup de gens répondent : il faut que le canon pointe à la verticale pour tirer à 45°. Hélas, non ! La réponse est donnée par : il faut pointer à 60° (car 2 Vx2 +V1.Vx = Vo2). Cela montre à quel point notre intuition peut être bafouée, donc attention !